# Isthmohyla debilis
Isthmohyla debilis là một loài ếch trong họ Nhái bén, được tìm thấy ở Costa Rica và Panama.
Môi trường sống tự nhiên của nó là các khu rừng vùng núi ẩm nhiệt đới hoặc cận nhiệt đới và sông. Chúng hiện đang bị đe dọa vì mất môi trường sống.